# Saint-Fargeau-Ponthierry
Saint-Fargeau-Ponthierry – miejscowość i gmina we Francji, w regionie Île-de-France, w departamencie Sekwana i Marna, nad Sekwaną. Nazwa miejscowości pochodzi od imienia św. Fereola.
Według danych na rok 1990 gminę zamieszkiwało 10 560 osób, a gęstość zaludnienia wynosiła 637 osób/km² (wśród 1287 gmin regionu Île-de-France Saint-Fargeau-Ponthierry plasuje się na 233. miejscu pod względem liczby ludności, natomiast pod względem powierzchni na miejscu 132.).

## Współpraca
Miejscowość partnerska:
- Namur, Belgia